# 몬포나이역
몬포나이역(일본어: 紋穂内駅)은 일본 홋카이도 나카가와 군 비후카정에 있는 홋카이도 여객 철도 소야 본선의 역이다. 역 번호는 W56이다.

## 역 구조
무인역으로 단선 승강장 1면 1선의 구조를 가졌으며, 차장차 역사를 가진 지상역이다.

## 역 주변

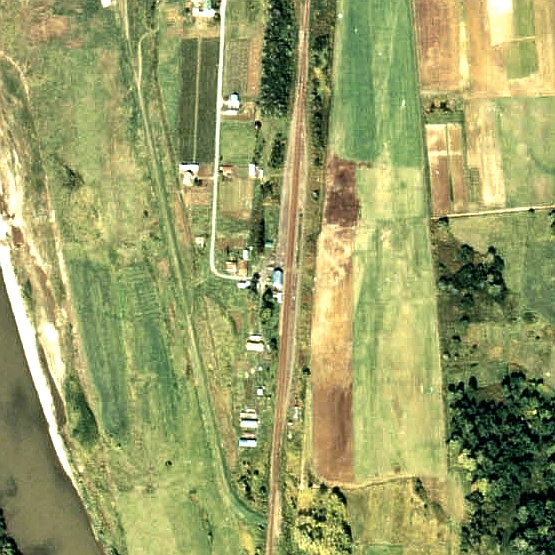
역 주변의 위성사진(1977년)

- 국도 제40호선
- 데시오강
- 비후카 온천

## 인접 역
| 홋카이도 여객철도 소야 본선 | 홋카이도 여객철도 소야 본선 | 홋카이도 여객철도 소야 본선 |
| --------------------------- | --------------------------- | --------------------------- |
| W55 하쓰노 아사히카와 방면  | ■ 소야 본선                 | 온네나이 W57 왓카나이 방면  |